# Yuba

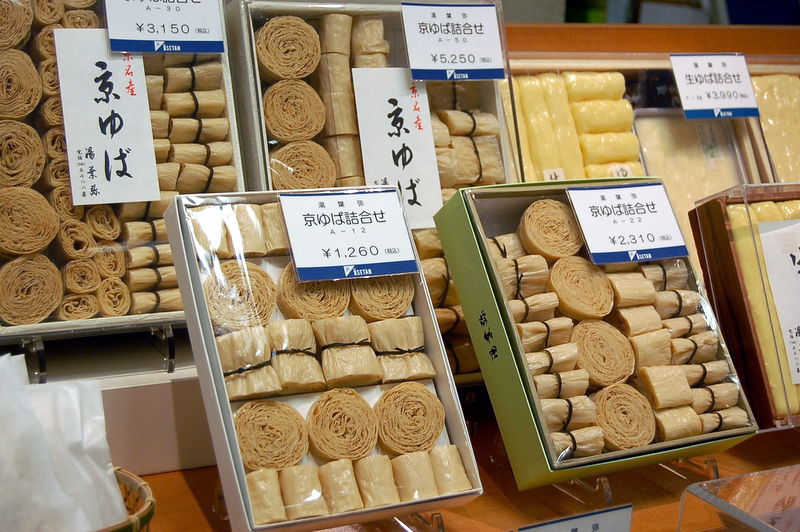
Getrocknetes und portioniertes Yuba im Verkauf

Yuba (japanisch 湯葉), auch bekannt als Tofuhaut oder Tofublatt, ist eine proteinreiche Spezialität der japanischen Küche.

## Ursprung
Yuba kommt ursprünglich vermutlich aus China, wo es auch heute noch gegessen wird. Dort wurde es dòufu pi oder auch dòufu yi genannt. Eine erste Erwähnung fand Yuba jedoch 1587 in Matsuya Hisamatsu chakai-ki, einem Tagebuch der Teezeremonien der japanischen Familie Matsuya.

## Herstellung

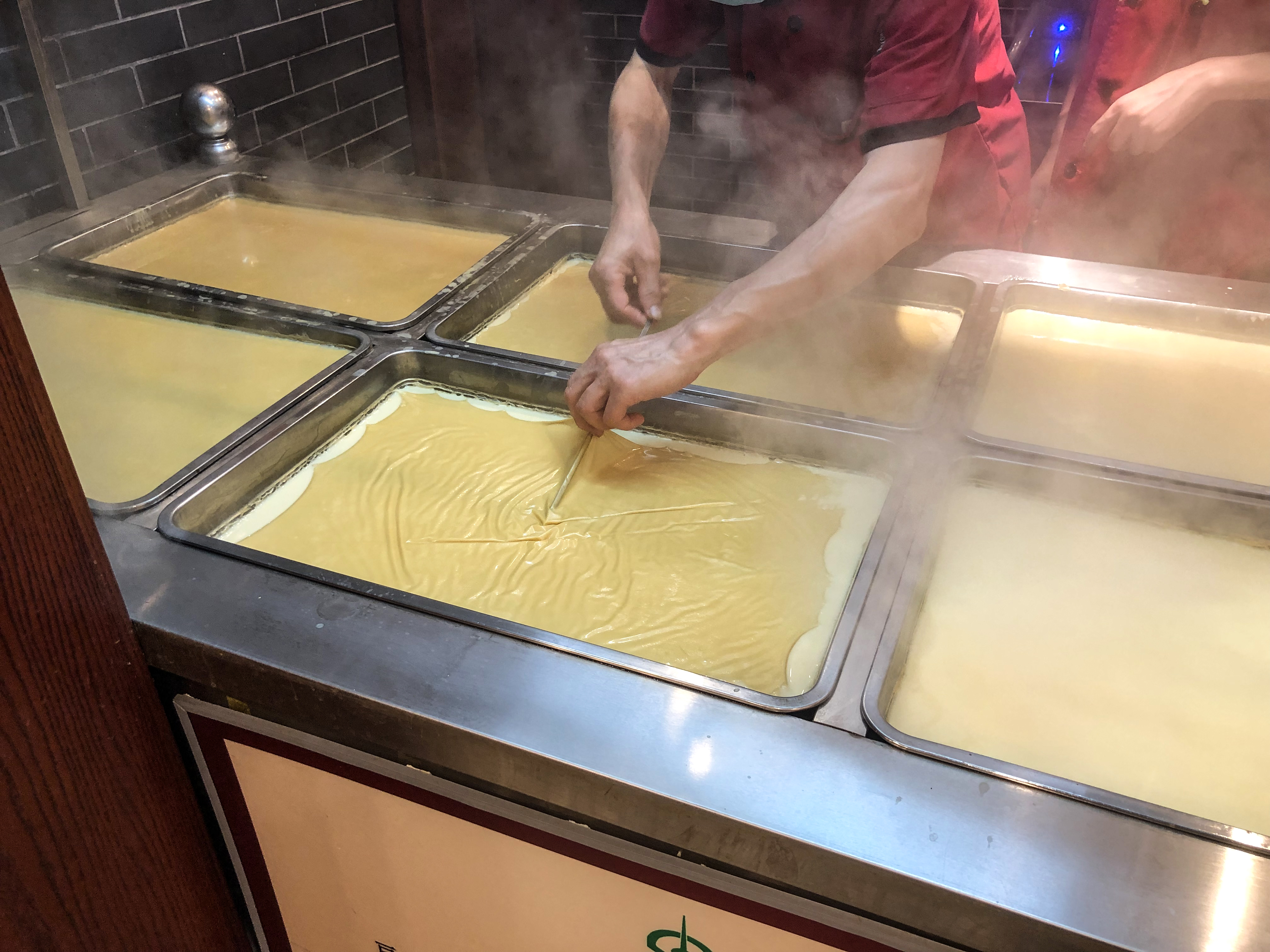
Yuba-Herstellung

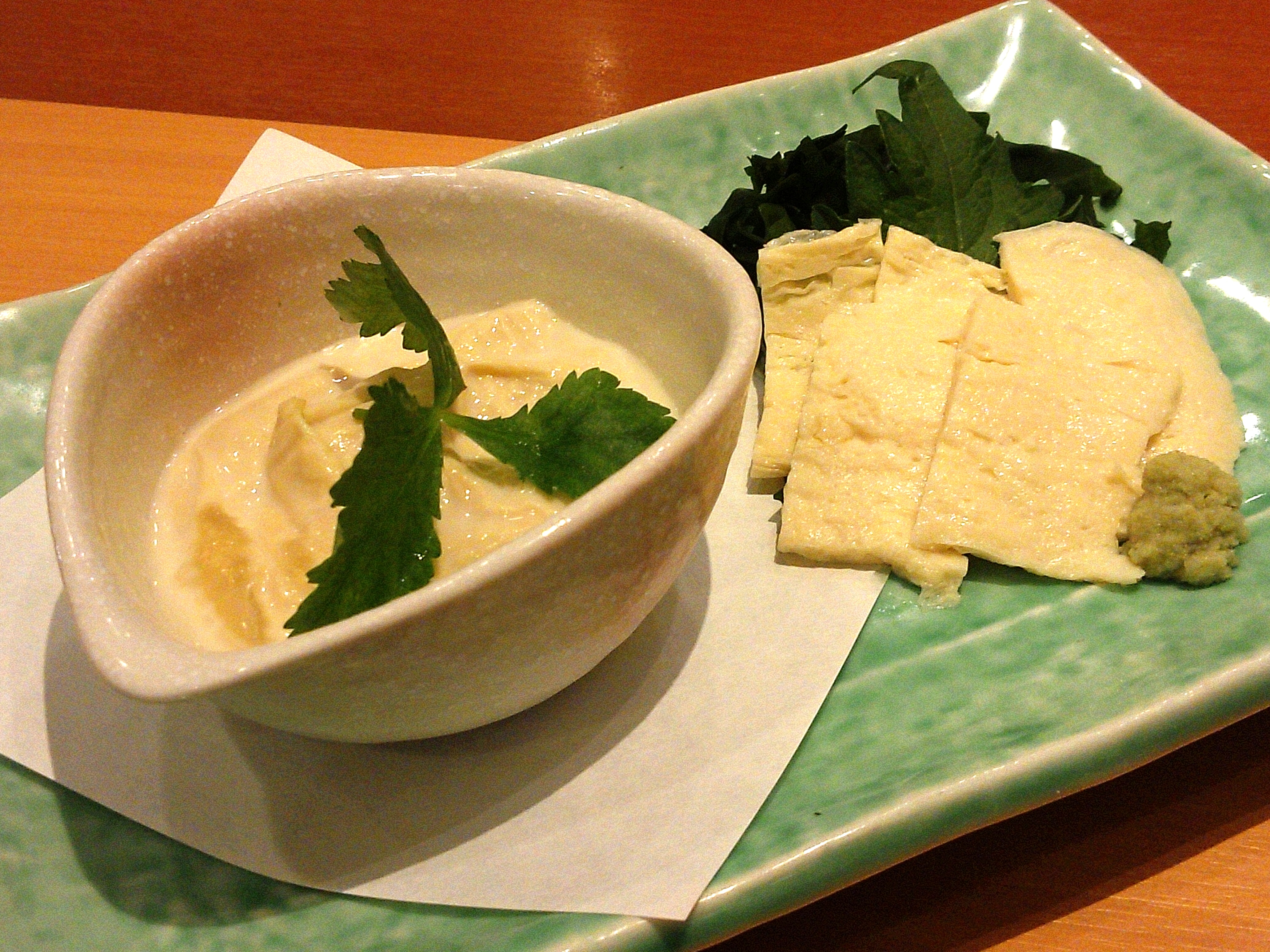

Yuba wird durch vorsichtige Erhitzung von Sojamilch bei 80–90 °C in flachen, rechteckigen Wannen hergestellt. Die Sojamilch bildet dabei eine cremig gelbe Haut, die vorsichtig abgezogen wird. Dies kann viele Male hintereinander durchgeführt werden. Die zuerst abgezogene Haut wird dabei als von höchster Qualität angesehen, während sie bei den nachfolgenden Häuten nach und nach abnimmt. Die abgezogene Haut wird auf dünnen Stöckchen aufgehängt und getrocknet. Im getrockneten Zustand werden die rechteckigen Milchhautblätter dann gefaltet oder zu Stäbchen gerollt.

## Verzehr
Zum Verzehr werden die Blätter mit einem Tuch befeuchtet, die Stäbchen direkt in Wasser eingeweicht.
Yuba hat einen cremigen, nussähnlichen Geschmack und ist ein Fleischersatz. Yuba wird auch verwendet um andere Speisen darin einzuwickeln, die dann gebraten, gedünstet oder frittiert werden können. Die frittierten Yuba-Stäbchen ähneln mit ihrer braunen Maserung Bambusholz und werden dann auch so genannt (engl.: bamboo).